# Rue d'Ans
La rue d'Ans est une rue liégeoise du quartier de Rocourt qui va du carrefour de la rue François-Lefèbvre et de la chaussée de Tongres au carrefour de la rue du Commerce et de la Rue des Français.

## Odonymie
Ans est une commune limitrophe de la ville de Liège. La rue se prolonge dans celle-ci, d'où son nom.

## Situation et description
Cette artère se situe dans la partie ouest du quartier de Rocourt. Longue d'environ 1 km, cette rue applique un sens unique de circulation automobile de la rue appliquant un sens unique sans nom partant de la rue Joseph Pirotte vers la chaussée de Tongres. L'autoroute E42 A3 passe au-dessus de la rue. Au sud de l'autoroute, la rue est bordée de grands magasins tandis qu'au nord, la rue est bordée en grande partie d'habitations. La rue d'Ans est également le nom de la portion de voie appliquant un sens unique de circulation et donnant sur un rond-point du Shopping Cora Rocourt.

## Voies adjacentes
- Avenue des Lilas
- Rue de Lantin
- Route sans nom donnant sur la rue Joseph Pirotte
- Rue de l'Arbre Courte Joie